# Kasino (Band)
Kasino ist eine brasilianische Eurodanceband.
Die Studioband wurde 2003 in Rio de Janeiro gegründet. Sänger der Gruppe ist Fher Cassini (Künstlername von Fernando Ninô Biscaia), weitere Mitglieder die Keyboarder Ian Duarte und Fabiano Almeida.
Die Gruppe singt ausschließlich in Englisch.
Die erste Single der Gruppe, Can’t Get Over, war 2005 als Musik in der Telenovela América untergebracht worden und damit einem größeren Publikum bekannt geworden. Laut ECAD war Can't Get Over zwischen Januar und März 2006 das 18. meistgespielte Lied in Südbrasilien und zwischen Januar und März 2006 das 6. meistgespielte Lied in Nordbrasilien.  Ein weiterer Hit war Shake It, der zwischen April und Juni 2007 der 14. meistgespielte Song in Südbrasilien war.  Der Song Shake it blieb bis heute der einzige landesweite Hit der Gruppe. Andere Songs, die in die Soundtracks von Telenovelas aufgenommen wurden, waren Sexy Baby in Sabor da Paixão im Jahr 2003 und Shake It in Páginas da Vida im Jahr 2006. 2014 nahm die Gruppe Kasino mit dem Sänger Fher Cassini die Single So Free im Eclips-Studio auf, die am 6. März 2014 veröffentlicht wurde.
Derzeit ist Kasino mit den Gründungsmitgliedern Fabio Almeida und Ian Duarte an der Front zurück. Ihre Comeback-Single „Get Down“ erschien am 7. Oktober 2022.
Es gibt Gerüchte, dass Fher Cassini nicht der eigentliche Sänger von Kasino war und dass er lediglich als Frontmann des Projekts und als Lippensynchronisation zu den zuvor aufgenommenen Vocals engagiert wurde. Fabio Almeida und Ian Duarte, die Gründer des Kasino-Projekts, gelten als die wahren Sänger. Man geht davon aus, dass die Stimme des Projekts mit Hilfe von Autotune und mit der Mischung der Stimmen beider (Fabio und Ian) entstanden ist und dass Fher keine stimmlichen Beiträge zu den Songs geleistet hat. Obwohl es nie bestätigt wurde und Fher es in Interviews immer dementiert hat, handelt es sich um ein Gerücht, das vor allem aufgrund der Ähnlichkeit zwischen den Vocals der neuesten Single „Get Down“ und den Vocals der in den veröffentlichten Singles stark an Stärke gewonnen hat 2000er Jahre, als Fher das Projekt noch als Frontmann leitete.

## Diskographie

### Album
- 2006: Light Of Love (Building Records)

### Singles
- 2005: Can't Get Over
- 2005: Stay Tonight
- 2014: Light of Love 2014
- 2014: So Free